# هدایت‌الله متین‌دفتری
هدایت‌الله متین‌دفتری (زاده ۱۳۱۲ خورشیدی در تهران) بنیان‌گذار جبهه دموکراتیک ملی ایران (منشعب شده از جبهه ملی ایران در اسفند ۱۳۵۷) است. وی نوه محمد مصدق و فرزند احمد متین‌دفتری، پسر میرزا محمود خان اعتضاد لشکر (عین‌الممالک) است.

## زندگی‌نامه
متین‌دفتری در سال ۱۳۱۲ در تهران متولد شد. او فرزند منصوره مصدق دومین دختر دکتر مصدق است که در حادثه سقوط هواپیما در سن ۶۰ سالگی درگذشت. پدرش احمد متین‌دفتری یکی از صاحب منصبان دوران پهلوی بود که از نمایندگی مجلس تا نخست‌وزیری را تجربه کرد. در دوران صدارت دکتر مصدق در اروپا تحصیل می‌کرد اما درست در زمان کودتای ۲۸ مرداد ۱۳۳۲ در ایران بود و حمله طرفداران شاه به منزل محمد مصدق را به چشم دیده‌است. در سال ۱۳۴۳ به جرمی که از آن تحت عنوان (آموزش تدابیر حقوقی به زندانیان سیاسی) یاد شد، مورد ضرب و شتم ساواک قرار گرفت. او که به واسطه نسبت فامیلی خود با مصدق مطرح شده بود با همراهی افرادی نظیر نجف دریابندری، منوچهر هزارخانی، بهمن نیرومند و… جبهه دموکراتیک ملی ایران را تشکیل داد. او در نخستین نطق خود بعد از تشکیل این حزب -۱۴اسفند ۵۷ سر مزار مصدق- می‌گوید «خلق‌های ایران مرحله اول پیکار خود را علیه استبداد داخلی و حامیان امپریالیست خارجی آن پشت سر گذاشته‌اند و اکنون باید مرحله بعدی را که انحلال ارتش، رفع ستم از دهقانان، افشای ساواکی‌ها و… را دنبال کنند.» وی و حزب متبوعش در آغازین روزهای تأسیس شورای ملی مقاومت ایران بدان پیوست و تا سال ۱۳۷۶ نیز به همکاری با سازمان مجاهدین خلق ادامه داد و پس از آن با بیان اینکه مجاهدین، دموکراسی را مُمیّزی می‌کنند از شورای ملی مقاومت ایران کناره گرفت.

## آثار
1. مقاله: وراثت دول یا جانشینی در حقوق بین‌الملل عمومی (نشریه کانون وکلا، شماره ۸۴، خرداد و تیر ۱۳۴۲)

- کودتای ۲۸ مرداد ۱۳۳۲، عواقب آن و دولت مصدق